# Mervin Wyatt-Ras
Mervin Glorinda Wyatt-Ras (20 oktober 1961) is een Arubaans politica en sedert 20 oktober 2001 lid van de Staten van Aruba. Ze was voorzitter van de Staten tussen 2005 en 2009 en tussen 2016 en 2017.

## Achtergrond
Wyatt groeide op in het district Savaneta. Tussen 1980 en 1988 studeerde ze Orthopedagogiek aan de Rijksuniversiteit Groningen. In haar studententijd was ze mede-oprichter van de Arubaanse studentenorganisatie "Grupo Aruba" (1986), de Arubaanse vrouwengroep "COMER" en de Intercultureel Vrouwenoverleg Noord-Nederland, afdeling Groningen "IVONNE" (1987).
Bij terugkeer in Aruba werkte ze 12 jaren bij de Directie Sociale Zaken waar zij vanuit de afdeling Levens- en Gezinsmoeilijkheden psychosociale hulp en therapie aan kinderen, jongeren en hun naasten verleende. Zij nam deel aan diverse ambtelijke commissies, waaronder de commissie Mensenrechten, de commissie Buro Vertrouwensarts en de commissie Kindermishandeling en was ook actief betrokken bij opleidingen voor welzijnswerkers en leerkrachten.

## Als Statenlid
Wyatt werd in 2001 politiek actief. Bij de verkiezingen in dat jaar behaalde ze een zetel in de Staten van Aruba. Ze behield haar zetel in alle daaropvolgende verkiezingen; hiermee is Wyatt anno 2021 het langstzittende lid van de Staten.
Het onderstaande tabel geeft weer het resultaat van haar deelname aan Statenverkiezingen tussen 2001 en 2021.
| Verkiezing | Lijst | Positie op lijst | Stemmen |
| ---------- | ----- | ---------------- | ------- |
| 2001       | MEP   | nr.14            | 763     |
| 2005       | MEP   | nr. 9            | 529     |
| 2009       | MEP   | nr. 8            | 703     |
| 2013       | AVP   | nr. 7            | 839     |
| 2017       | AVP   | nr. 6            | 661     |
| 2021       | AVP   | nr. 6            | 580     |

### MEP: 2001-2011
In de periode 2001-2011 was Wyatt lid van de Staten voor de MEP. Binnen de MEP was ze actief in de vrouwenvleugel "Forza Femenino Grace" en was tot 2009 lid van het partijbestuur. Tussen 2005 en 2009 was Wyatt voorzitter van de Staten, als eerste vrouw in de Arubaanse geschiedenis.
In december 2010, stemde Wyatt, samen met Marisol Lopez-Tromp, tegen de fraktielijn in voor versobering van de pensioenen en verhoging van de pensioenleeftijd van de actieve ministers en parlementariërs. Het Land Aruba kampte met zware financiële lasten. De ontwerp-Landsverordening voorzieningen politieke ambtsdragers, ingediend door het Kabinet Mike Eman I, strookte voor een deel met de aanbevelingen van de commissie Fowler uit 1999. De nieuwe regeling zou voor wat betreft de ministers per direct een besparing van AWG 5 miljoen opleveren. Ook zittende parlementariërs zouden op hun rechtspositie inleveren. In het ruim 19-uren durende debat in de Staten pleitte Wyatt voor solidariteit in tijden van versobering. De stemming resulteerde in 15 stemmen voor, 5 tegen en 1 onthouding. Wyatt en Lopez werden hierna uit de fraktie gezet.

### Niet-partijgebonden: januari 2011-oktober 2013
Op 12 januari 2011 stelde Wyatt de voorzitter van de Staten in kennis van haar afsplitsing van de MEP om verder te gaan als onafhankelijk statenlid. Ondanks dat haar zetel door de MEP werd opgeëist, bleef Wyatt zitten tot aan het einde van haar termijn.

### AVP: 2013-heden
In de verkiezingen van 2013 maakte Wyatt een doorstart met haar overstap naar de AVP. Tussen 2016 en 2017 keerde zij terug als voorzitter van de Staten in opvolging van Marisol Lopez-Tromp, die na haar uittreden uit de AVP in juni 2016 niet meer kon rekenen op de nodige steun.